# La Brévière
La Brévière är en kommun i departementet Calvados i regionen Normandie i norra Frankrike. Kommunen ligger i kantonen Livarot som ligger i arrondissementet Lisieux. År 2018 hade La Brévière 117 invånare.

## Befolkningsutveckling
Antalet invånare i kommunen La Brévière
Referens: INSEE